# Прометей и Боб
«Прометей и Боб» — короткометражный мультсериал, который первоначально выходил в эфир в программе КаБлам!, в США на кабельном телевидение на канале Nickelodeon. Всего вышло сорок эпизодов средней продолжительностью около двух минут. В скетчах рассказывается об инопланетянине, прилетевшем на Землю с целью обучения пещерного человека различным современным вещам: боксу, игре в боулинг, строительству и т. п. Съёмка серий велась 900 000 лет назад на камеру с дистанционным управлением.
Каждый эпизод (кроме «Капсулы Эволюции») начинается со слов:
Сейчас вы увидите секретные материалы. Эта видеолента записывалась пришельцем 900000 лет назад при помощи камеры с дистанционным управлением, на ней запечатлены попытки обучить пещерного человека. Кодовое название кассеты "Боб и Прометей".
Эти слова произносятся строгим голосом перед началом очередной серии, затем следует заставка с названием на инопланетном языке и расшифровкой-переводом, потом сам мультфильм. В конце каждого эпизода присутствует заставка с надписью на инопланетном языке и расшифровкой-переводом: «Конец».

## Описание
- Прометей — высокий худощавый инопланетянин с фиолетовым цветом кожи. Из сюжета можно предположить, что он прибыл на планету Земля с целью поднять уровень развития местного населения. Прометей выбирает себе учеником Боба, пещерного человека. Все свои «уроки» Прометей записывает на камеру с дистанционным управлением. Спустя 900000 лет записи с этой камеры ложатся в основу мультипликационного сериала «Прометей и Боб». Имя «Прометей», вероятно, было взято от Прометея, — древнегреческого титана, который принёс огонь людям. Имя «Боб», очевидно, является подражанием звукам, которые этот персонаж издаёт по ходу всех серий.

- Боб — особо глупый пещерный человек, которого Прометей пытается обучить, но часто Боб доводит Прометея. В первым эпизоде Боб имел бороду и длинные волосы. Но из-за того, что Боб не умел обращаться с лазерным ножом, он обстригся и стал лысым. В отличие от других пещерных людей, Боб не испугался Прометея, но не из-за любопытства, а из-за своей глупости. У него есть привычка: пугаться от неизвестного ему предмета. Из-за своего низкого уровня интеллекта Боб часто веселится от простых движений и вещей. На протяжении четырёх сезонов лицо Боба меняли три раза, показывая насколько он эволюционировал.

- Обезьяна — маленькая шимпанзе, которая гораздо умнее, чем Боб. Иногда он развлекается с Бобом, но в некоторых записях шимпанзе помогает Прометею обучить Боба, так как он гораздо легче находит с ним язык.

- Гигантская обезьяна появляется только в эпизоде «Бокс.» Она очень схожа с Бобом, также не развита и ей тоже нравится боксёрская груша в виде человека, которую сделал Прометей.

- Рассказчик читает текст (приведённый выше). Начинает с «Запись», далее говорит «Запись [и соответственно её номер]», и в конце говорит «Конец.»

- Главнокомандующий с другой планеты появляется только в нескольких эпизодах. Он прилетает на летающей тарелке, которая в пару раз больше тарелки Прометея, и представляется, как начальник Прометея. Главнокомандующий появляется в тот момент, когда Прометей отвлекается от своей миссии, засыпая на работе или импонируя Бобу в каком-либо деле. Часто появление главнокомандующего заканчивается нападением на него и он улетает вместе с земным животным, случайно попавшем в тарелку. Он похож на Прометея, говорит, как он, только носит плащ и шлем.

- Робот для обучения — есть в эпизоде «Софтболл». Он помогает Прометею обучить Боба софтболлу.

- Другие пещерные люди появляются в эпизоде 'Dating' and 'Tape 1' четвёртого сезона. Они похожи на Боба, так же говорят, но боятся Прометея.

Создателем идеи, сценаристом и аниматором является Коут Зеллес (англ. Cote Zellers), он озвучивал героев мультфильма.

## История
Короткометражные мультфильмы про Прометея и Боба являлись одними из немногих скетчей в шоу «KaBlam»!, которые показывались с начала до закрытия программы, из-за высокой популярности сериала. За всё время существования сериала было отснято сорок один эпизод в четырёх сезонах. Показ шёл на канале Nickelodeon с 1996 по 2000 год.
Из-за высокого рейтинга в 1998 году предложили снять Prometheus and Bob в кино режиссёром, которого был бы Харальд Цварт и продюсером Эми Хекерлинг. Но идея была отклонена из-за отсутствия интереса.
Все эпизоды про Прометея и Боба имели номера лент, когда транслировались в программе KaBlam!.

## Список эпизодов
Ниже представлен список эпизодов показываемых на KaBlam!
Сезон 1:
1. 17: Искусство (англ. Art)
2. 25: Боулинг (англ. Bowling)
3. 25: Одежда (англ. Clothing)
4. 17: Колесо (англ. Wheel)
5. 22: Музыка (англ. Music)
6. 32: Рыбалка (англ. Fishing)
7. 37: Мост (англ. Bridge)
8. 57: Хижина (англ Shelter)
9. 71: Приготовление пищи (англ. Cooking)
10. 99: Воздушный змей (англ. Kite)

Сезон 2:
1. 55: Гончарное производство (англ. Pottery)
2. 8: Мебель (англ. Furniture)
3. 10: Бокс (англ. Boxing)
4. 49: Доение (англ. Milking)
5. 42: Каноэ (англ. Canoe)
6. 88: Катание на коньках (англ. Ice Skating)
7. 103: Рычаг (англ. Leverage)
8. 28: Ловушка (англ. Trapping)
9. 16: Копьё (англ. Spear)
10. 63: Фермерство (англ. Farming)
11. 5: Завтрак (англ. Breakfast)
12. 97: Строительство (англ. Construction)

Сезон 3:
1. 52: Гамак (англ. Hammock)
2. 65: Мяч (англ. Ball)
3. 12: Клей (англ. Glue)
4. 403: Свидание (англ. Dating)
5. 254: Кровать (англ. Bed)
6. 20: День рожденья Боба (англ. Bob’s Birthday)
7. 213: Телевидение (англ. Television)
8. 86: Туалет (англ. Toilet)
9. 256: Домик на дереве (англ. Treehouse)
10. 332: Арктика (англ. Arctic)
11. 205: Прачечная (англ. Laundry)
12. 212: Робот (англ. Robot)

Сезон 4:
1. 402: Зарядка (англ. Excercise)
2. 400: IQ тест (англ. IQ Test)
3. 412: Магнетизм (англ. Magnetism)
4. 404: Софтболл (англ. Softball)
5. 677: Капсула Эволюции (англ. Evolution Chamber)
6. 406: Одомашнивание (англ. Pet)
7. 1: Запись 1 (англ. Tape 1)

## Технологии и устройства, использованные Прометеем
- Капсула Эволюции показана в одноимённом эпизоде. Представлена в виде вытянутой кабины с рычагом-переключателем. С помощью рычага можно назначать степень эволюционирования. С помощью этой капсулы Боб стал современным человеком, а Прометей наоборот обезьяной. Обезьяна же стала высшим разумом — мозгом, который и вернул всех в нормальное состояние.
- Замораживающий лазер его использует Прометей, чтобы нейтрализовать Боба, когда тот становится невнимательным и невыносимым. Лазер не замораживает, а просто парализует кого-либо в той позе, в которой был объект во время выстрела. В эпизоде «Колесо» Прометей останавливает обезьяну на самодельном велосипеде, которая мешала вести урок с Бобом. А в эпизоде «Мебель» Прометей парализовал Боба, чтобы посадить того на диван.
- Летающая тарелка является транспортом Прометея. Была многократно разрушена за историю сериала или у неё разбивалось стекло и из-за чего включалась сигнализация. У главнокомандующего тоже есть тарелка только она в несколько раз больше тарелки Прометея.
- Видеокамера и пульт дистанционного управления используются Прометеем, чтобы записывать его уроки с Бобом. Часто ломалась по ходу занятий. Пультом помимо Прометея пользовалась шимпанзе и даже Боб, но в самых экстренных случаях, когда инопланетянин был в обмороке или не в состоянии отключить камеру.
- Роботы используются Прометеем для помощи в обучении Боба, ломались и в одном эпизоде пытались захватить Прометея и Боба.
- Водяной фермент был использован в эпизоде «Фермерство». За считанные секунды политое растение этим ферментом вырастает.
- Лазерный луч появляется в эпизоде «Запись 1». Предназначен для бритья Боба, но тот из-а неумения постригся ещё и налысо.
- Реактивный ранец есть в эпизоде «Воздушный змей», им пользуется Прометей, чтобы поймать обезьяну, которая похитила воздушный змей Прометея и улетела на нём.
- Лазер осушки воды использован Прометеем в эпизоде «Рыбалка», чтобы узнать, почему у Боба не клюёт рыба. На самом деле клёв портила шимпанзе. Также был использован главнокомандующим в эпизоде «Прачечная», чтобы посрамить Прометея, который решил расслабиться в горячей воде с Бобом, а не учить его стирать.
- Автоматическая палатка показана в эпизоде «Хижина». Является раскладывающейся автоматической палаткой, которая раскладывается из небольшой коробки, если нажать на кнопку. Прометей её использовал, чтобы скрыться от дождя, когда Боб залез под летающую тарелку, а шимпанзе — в ручной шатёр, предназначенный для Боба.
- Автоматическая кровать, представлена в виде небольшой прямоугольной коробочки, которая раскладывается в полноценную кровать.
- Электропила есть в эпизоде «Катание на коньках». Чтобы научить пещерного человека кататься на коньках, Прометей ею спилил ветку, за которую держался Боб, чтобы не упасть. Потом Боб разрезал ею лёд, в результате чего все персонажи по отдельности оказались в проруби.
- Зажигалка использована в эпизоде «День Рождения Боба». Прометей хотел зажечь свечи на именинном торте Боба, а тот испугался огня.
- Кресло-лифт есть в эпизоде «Завтрак». С помощью неё Прометей добирался до гнезда на дереве, когда Боб карабкался по стволу.